# Una nobile follia
Una nobile follia è un romanzo scritto da Iginio Ugo Tarchetti e pubblicato per la prima volta tra il 1866 e il 1867.

## Trama
La trama è complessa e costituita da diverse cornici narrative e da diverse voci narranti che si intersecano fra loro. Vengono raccontate le vicende di Filippo Sporta, orfano nel Piemonte risorgimentale, che, costretto a lasciare l'amore e le proprie aspirazioni, viene inviato come soldato di leva alla Campagna di Crimea.
Il culmine del racconto è il resoconto della battaglia della Cernaia, piccolo corso d'acqua che scorre nei pressi della città di Sebastopoli: il protagonista uccide per legittima difesa un soldato a cavallo dell'esercito russo che a colpi di pistola stava disperatamente cercando di tornare tra le proprie file. Questi, prima di morire, racconta a Filippo la sua storia, per molti versi simile a quella del protagonista stesso: l'aver ucciso un essere umano che per di più covava in cuore le sue stesse aspirazioni, sconvolge di dolore il protagonista che, avendo trovato il cadavere di un borghese nei pressi del campo di battaglia, ne ruba i vestiti decidendo di disertare e di cambiare identità. Diventerà Vincenzo D. e morirà suicida, dopo esser stato più volte sull'orlo della pazzia, per salvare un amico, suo omonimo, dai debiti.

## Analisi dell'opera
Lo scopo di Tarchetti, nella scrittura di questo romanzo, fu eminentemente politico: l'autore infatti nella prefazione della seconda edizione (pubblicata nel 1869) riporta le parole di Francesco Dall'Ongaro:
Tarchetti rimarrà voce isolata: in pochi in quegli anni daranno credito a questa sua utopia antimilitarista e i pochi intellettuali che ci proveranno come Cletto Arrighi e Felice Cavallotti, saranno per lo più poco considerati.
Lo scrittore arriva a sostenere le tesi propugnate dal romanzo dopo una non breve carriera militare nel sud Italia, nella Campagna contro il brigantaggio, intrapresa inizialmente con ottimismo e determinazione (prova ne sono le lettere che lo stesso Tarchetti scrisse alla madre nella primavera del 1861).

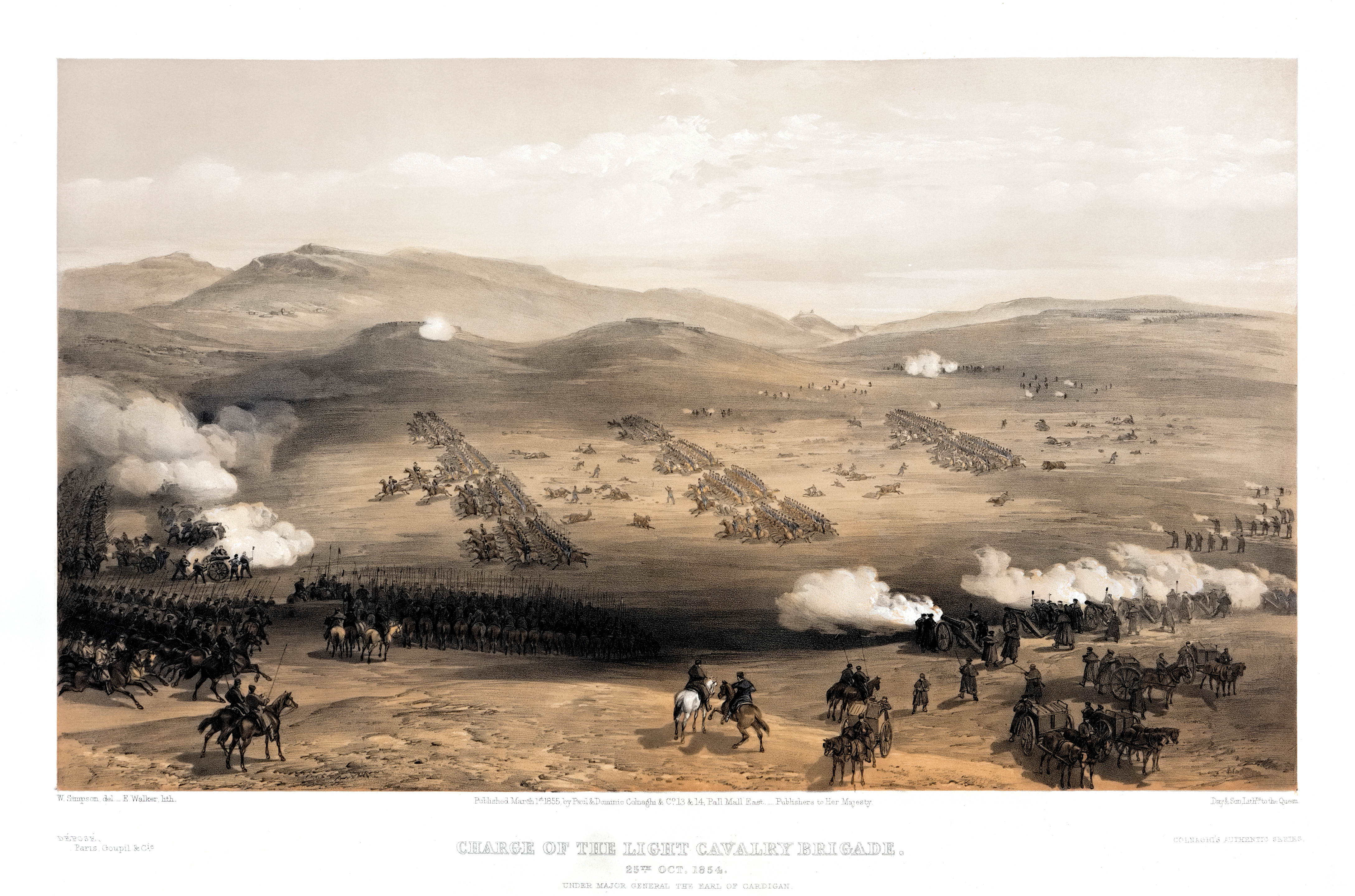
Dipinto di William Simpson raffigurante la battaglia Balaklava nella Campagna di Crimea

Attraverso quell'esperienza arrivò a concepire questo libro, un libro che propugna l'idea dello smantellamento degli eserciti, esalta la diserzione e chiede a gran voce l'uguaglianza tra gli uomini di tutte le nazioni, idee che, al tempo di pubblicazione, erano considerate da gran parte dell'opinione pubblica, scandalose, immorali e sovversive.
Merita poi un'annotazione particolare la dettagliata descrizione delle battaglie che portarono alla presa di Sebastopoli, descrizioni tutte caratterizzate da un realismo che trova pochi epigoni tra gli scrittori a lui contemporanei: come fece Tolstoj nello descrivere in Guerra e Pace la Battaglia di Borodino anche Tarchetti non tace nulla sugli orrori e le atrocità del campo da battaglia. Vi si trovano «pozzanghere di sangue», «cadaveri che cadevano a brani dai pruni dei dirupi cui erano rimasti sospesi», mucchi di «corpi corrotti»: un'eccezionale testimonianza, insieme alla minuta descrizione delle tattiche di artiglieria, cavalleria e fanteria, dello svolgersi di una battaglia risorgimentale e, nello stesso tempo, un'autentica svolta letteraria nel modo fin lì concepito del raccontare lo scontro bellico che, fino a questo periodo, era stato purgato dalla letteratura di tutti i suoi orrori.

## Edizioni
- Iginio Ugo Tarchetti, Una nobile follia, collana Oscar Classici, Mondadori, 2004,  p. 195, ISBN 88-04-53255-6.
- Iginio Ugo Tarchetti, Una nobile follia, Ravenna, Giorgio Pozzi Editore, 2009,  p. 192, ISBN 9788896117040.